# Yalkaparidon
Yalkaparidon — викопний рід австралійських сумчастих, вперше описаний 1988 року і відомий лише з оліго-міоценових відкладів Ріверслі, північно-західний Квінсленд, Австралія.

## Етимологія
Загальна назва Yalkaparidon походить від аборигенного слова бумеранг, що натякає на бумерангоподібну форму його молярів при оклюзійному виді та грецького слова, що означає зуб.

## Морфологія
Детальне дослідження його морфології, включаючи нещодавно згаданий матеріал тарсальної кістки, опублікований у 2014 році, показало, що це, ймовірно, була сумчаста базальна група, ймовірно, австралідельфа, але незвичайна морфологія зробила точне розташування роду невизначеним.